# Juan Monjardín
Juan Monjardín (Madrid, España; 24 de abril de 1903 - Villatobas, Toledo; 13 de noviembre de 1950) fue un futbolista español que jugaba de delantero. Integrante histórico del Real Madrid Club de Fútbol de la preguerra y de los últimos años previos al profesionalismo del fútbol español, hasta entonces un deporte amateur, fue esta reconversión el principal motivo por el que abandonó su práctica.
Internacional absoluto con la selección española fue uno de los convocados para disputar los Juegos Olímpicos de París 1924 —en donde su equipo cayó eliminado frente a Italia en la ronda preliminar—, siendo una de las cuatro internacionalidades que sumó en su carrera.
Excelso rematador de cabeza, fue el primer futbolista que militó durante toda su carrera en el conjunto madrileño, y ser así parte del denominado grupo One Club Man.

## Trayectoria

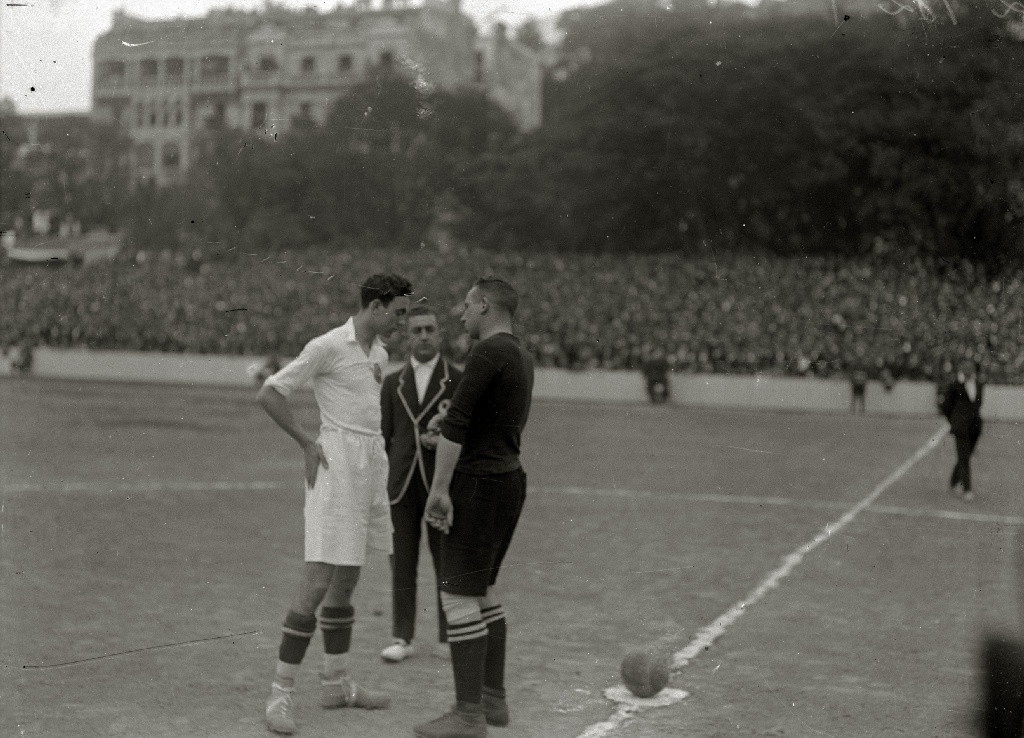
Monjardín y Petit (1924)

Trasladado de joven a Madrid, se inició en la práctica del fútbol en el colegio Nuestra Señora del Pilar, otrora una de las cunas futbolísticas de la ciudad, desde donde ingresa en las categorías formativas del Madrid Foot-ball Club —antigua denominación del Real Madrid Club de Fútbol— a finales de la temporada 1918-19 con edad cadete. Pese a su edad precoz y debutar con el primer equipo esa misma temporada en un partido del Campeonato Regional Centro ante el Racing Club de Madrid, se convirtió rápidamente en uno de los referentes del club en la época. Pronto evolucionó de su posición de centrocampista a la delantera, puesto que ya no abandonó en su carrera.

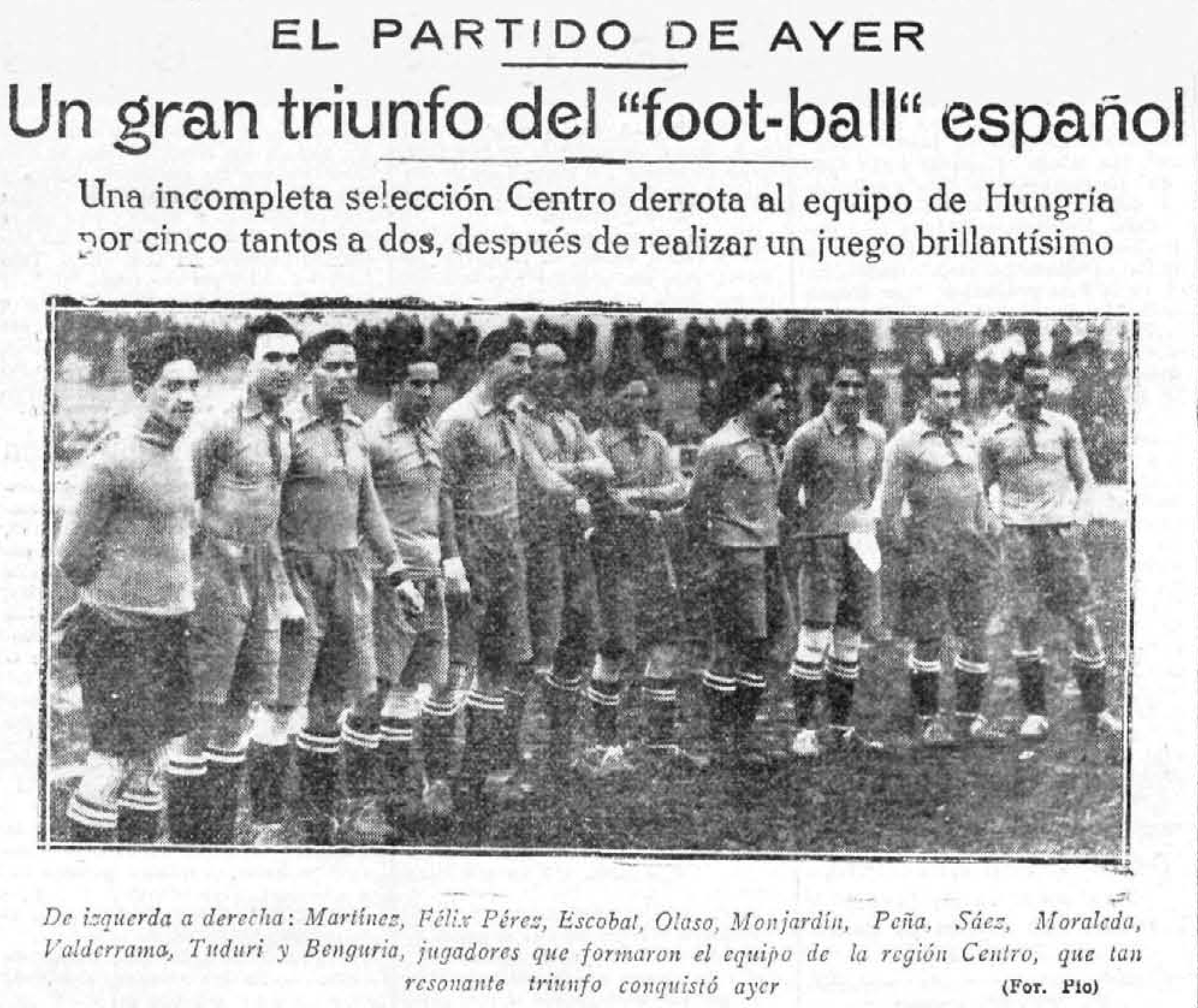
Alineación de la selección de la región Centro en un partido contra Hungría en diciembre de 1926: Martínez, Félix Pérez, Escobal, Olaso, Monjardín, Peña, Sáez, Moraleda, Valderrama, Tuduri y Benguria.

Divididos entre el citado torneo regional y el Campeonato de España —conocido como Copa del Rey—, que eran las únicas competiciones oficiales que se disputaban en el territorio español, acumuló un total de 55 goles en 74 partidos siendo uno de los mejores atacantes de la corta historia de la entidad madrileña. A fecha de su retirada tanto del club como del fútbol en 1929 con la temprana edad de 26 años, se convirtió en el segundo máximo goleador del conjunto madridista, siendo únicamente superado por los 68 goles de su coetáneo y compañero de equipo Santiago Bernabéu. Es posible que se debiese posiblemente a la llegada ese mismo año de dos jugadores que acabaron por ser también referentes atacantes e históricos del club, el valenciano Gaspar Rubio y el navarro Jaime Lazcano, ambos más jóvenes que el gallego, y que terminaron por batir su registro goleador en el club.
La misma temporada de su retirada se inauguró el Campeonato Nacional de Liga de Primera División. Al disputar un único partido, que fue además el único que disputó esa temporada, se convirtió en uno de los 19 jugadores del club en con presencia en esa histórica primera edición.
En 1943, años después de su retirada profesional, el club blanco le organizó un partido homenaje que enfrentó los madrileños contra el Club de Fútbol Barcelona, finalizando con empate a un gol.
Tras su trayectoria deportiva fue agente de cambio y bolsa, y fue quizá el motivo de su retirada futbolística, ya que fue justo en ese momento cuando comenzó a profesionalizarse el fútbol en el país, una práctica amateur en sus años, y de la que él disentía. Falleció en un accidente de tráfico el 13 de noviembre de 1950.

## Selección
Debutó con la selección española en Lisboa el 17 de diciembre de 1922 contra Portugal. Fue una de las cuatro veces que fue internacional con España a lo largo de su carrera.

## Estadísticas

### Clubes
Datos actualizados a fin de carrera deportiva.
El jugador finalizó su carrera al final de la temporada 1926-27, sin embargo, de manera excepcional el club contactó con él para disputar de manera circunstancial un encuentro en la temporada 1928-29 correspondiente al Campeonato Nacional de Liga, la primera edición del torneo.
| Madrid F. C. | 1918-19       | 1.ª C.        | Inexistente | Inexistente | —  | —  | 1  | —  | 1  | 0  | 0    |
| Madrid F. C. | 1919-20       | 1.ª C.        | Inexistente | Inexistente | 2  | 1  | 6  | —  | 8  | 1  | 0.13 |
| Real Madrid F. C. | 1920-21       | 1.ª C.        | Inexistente | Inexistente | —  | —  | 6  | —  | 6  | 0  | 0    |
| Real Madrid F. C. | 1921-22       | 1.ª C.        | Inexistente | Inexistente | 8  | 8  | 6  | 11 | 14 | 19 | 1.36 |
| Real Madrid F. C. | 1922-23       | 1.ª C.        | Inexistente | Inexistente | 2  | —  | 6  | 5  | 8  | 5  | 0.63 |
| Real Madrid F. C. | 1923-24       | 1.ª C.        | Inexistente | Inexistente | 5  | 6  | 7  | 7  | 12 | 13 | 1.08 |
| Real Madrid F. C. | 1924-25       | 1.ª C.        | Inexistente | Inexistente | —  | —  | 1  | —  | 1  | 0  | 0    |
| Real Madrid F. C. | 1925-26       | 1.ª C.        | Inexistente | Inexistente | 6  | 5  | 4  | 4  | 10 | 9  | 0.90 |
| Real Madrid F. C. | 1926-27       | 1.ª C.        | Inexistente | Inexistente | 2  | 1  | 11 | 7  | 13 | 8  | 0.62 |
| Real Madrid F. C. | 1928-29       | 1.ª           | 1           | —           | —  | —  | —  | —  | 1  | 0  | 0    |
| Total carrera | Total carrera | Total carrera | 1           | 0           | 25 | 21 | 48 | 34 | 74 | 55 | 0.74 |
| (1) No existía el Campeonato de Liga (1918-28). Club de 1.ª categoría por la Federación Regional Centro. (2) Incluye datos de la Copa de España (1918-27). (3) Incluye datos del Campeonato Regional Centro (1918-27). (4) No incluye goles en partidos amistosos. |               |               |             |             |    |    |    |    |    |    |      |

## Palmarés
| Título              | Club              | Año  |
| ------------------- | ----------------- | ---- |
| Campeonato Regional | Real Madrid F. C. | 1920 |
| Campeonato Regional | Real Madrid F. C. | 1922 |
| Campeonato Regional | Real Madrid F. C. | 1923 |
| Copa Regional       | Real Madrid F. C. | 1923 |
| Campeonato Regional | Real Madrid F. C. | 1924 |
| Campeonato Regional | Real Madrid F. C. | 1926 |
| Campeonato Regional | Real Madrid F. C. | 1927 |